# Scooby-Doo a přízrak na letním táboře
Scooby-Doo a přízrak na letním táboře (v anglickém originále Scooby-Doo! Camp Scare) je animovaná pohádková hororová komedie z roku 2010, patnáctý film natočený podle kresleného seriálu Scooby-Doo. Byl vydán 14. září 2010 a uveden sedm měsíců po vydání filmu Scooby-Doo: Abrakadabra!. V prvním týdnu se prodalo 53 389 kusů kopií a od ledna 2013 přibližně 194 000 kusů.

## Děj
Na táboře Malý los je pořád zábava a veselo. Vypráví se zde strašidelné historky. Problém je, že tyto historky ožívají a duchové pak straší táborníky. Proto přijíždí skupin záhadologů, aby zjistili, proč se zde duchové objevují, co chtějí a jak je zastavit.

## Obsazení
- Frank Welker jako Scooby-Doo a Fred Jones
- Matthew Lillard jako Shaggy Rogers
- Mindy Cohn jako Velma Dinkley
- Grey DeLisle jako Daphne Blake
- Scott Menville jako Luke
- Tara Strong jako Trudy
- Stephen Root jako Burt
- Lauren Tom jako Jessica
- Mark Hamill jako diakon a Babyface Boretti
- Dee Bradley Baker jako strážce Knudsen
- Phil LaMarr jako Darrel

## Hudba

### EP soundtrack
1. „Here Comes Summer“ – Just for Laughs – 2:15
2. „Perfect World“ – Just for Laughs – 2:37
3. „Summertime“ – Sussana Benn – 2:30